# أندريا رايموندي
أندريا رايموندي (بالإيطالية: Andrea Raimondi)‏ (26 يونيو 1990 ببادوفا في إيطاليا - ) هو لاعب كرة قدم إيطالي في مركز الهجوم. شارك مع منتخب إيطاليا تحت 16 سنة لكرة القدم ومنتخب إيطاليا تحت 17 سنة لكرة القدم ومنتخب إيطاليا لكرة القدم للدرجة الثانية ‏. أما مع النوادي، فقد لعب مع نادي بادوفا ونادي بينيفينتو ونادي فينيزيا وكوسينزا كالشيو ونادي طرابنش 1905 ‏ وASD Sangiovannese 1927 ‏ ويوفي ستابيا.

## روابط خارجية
- أندريا رايموندي على موقع قاعدة بيانات كرة القدم.إي يو (الإنجليزية)
- أندريا رايموندي على موقع Soccerway.com (الإنجليزية)
- أندريا رايموندي على موقع عالم كرة القدم.نت (الإنجليزية)